# 哥特堡主教座堂
哥特堡大教堂（瑞典語：Gustavi domkyrka / Göteborgs domkyrka）是位於瑞典第二大城市哥特堡的一座瑞典信義會的教堂。哥特堡大教堂事瑞典信義會哥特堡教區的大教堂。